# Bernard Simondi
Bernard Simondi (Toulon, 28 juli 1953) is een voormalig Frans voetbalspeler- en trainer.
Hij speelde als verdediger voor SC Toulon, Stade Lavallois, Tours FC en AS Saint-Étienne.
Na zijn carrière als voetballer, werd hij trainer van Al-Nassr, Puget, Aubagne, Grenoble, US Créteil, Guinea, Benin, Étoile Sportive du Sahel, Burkina Faso, ES Sétif, Al-Ahli SC en CS Constantine en JS Saoura.

## Spelerscarrière
- 1970-1977  SC Toulon
- 1977-1981  Stade Lavallois
- 1981-1983  Tours FC
- 1983-1985  AS Saint-Étienne

## Trainerscarrière
- 1986-1986  Al-Nassr
- 1987-1989  Puget
- 1989-1990  Aubagne
- 1991-1993  Grenoble
- 1996-1997  Grenoble
- 1998-1999  US Créteil
- 2000-2000  Guinee
- 2001-2004  Benin (Technisch directeur)
- 2004-2004  Étoile Sportive du Sahel
- 2005-2006  Burkina Faso
- 2007-2008  ES Sétif
- 2008-2011  Al-Kharitiyath
- 2011-2011  Olympisch team Qatar
- 2011-2012  Al-Ahli SC
- 2012-2013  Al-Kharitiyath
- 2014-2015  CS Constantine
- 2015-2015  JS Saoura